# Les McKeand
Leslie Alexander Harcombe McKeand (ur. 17 września 1924 w Kyogle, zm. 11 listopada 1950 w Denman) –  australijski lekkoatleta, trójskoczek i oszczepnik,  medalista igrzysk Imperium Brytyjskiego.
Zajął 7. miejsce w trójskoku na igrzyskach olimpijskich w 1948 w Londynie.
Zdobył srebrny medal w trójskoku na igrzyskach Imperium Brytyjskiego w 1950 w Auckland za swym kolegą z reprezentacji Australii Brianem Oliverem, a przed innym Australijczykiem Ianem Polmearem, a w rzucie oszczepem zajął 7. miejsce.
Był mistrzem Australii w trójskoku i rzucie oszczepem w 1949/1950 oraz wicemistrzem w trójskoku i brązowym medalistą w rzucie oszczepem w 1946/1947.
Jako pierwszy Australijczyk przekroczył odległość 60 metrów w rzucie oszczepem (starego typu), uzyskując wynik 62,00 m 14 sierpnia 1948 w Belfaście.
Rekord życiowy McKeanda w trójskoku wynosił 15,35 m (ustanowiony 2 stycznia 1950 w Adelaide).
Zginął w wypadku drogowym w wieku 26 lat.